# Giuseppe Tarantino (politico)
Giuseppe Tarantino (Taranto, 21 dicembre 1959) è un politico italiano.

## Biografia
Figlio del professore e politico Paolo Tarantino sindaco di San Marzano di San Giuseppe e presidente della provincia di Taranto.

### Attività politica
Tarantino è stato eletto con Forza Italia alla Camera dei deputati alle elezioni politiche del 2001 per la circoscrizione Puglia.
Nel 2009 si è candidato alla presidenza della Provincia di Taranto per l'UDC, la Lega d'Azione Meridionale e alcune liste civiche, ricevendo il 23,27% dei voti e venendo eletto in consiglio provinciale.
Dal 2013 al 2022 è stato sindaco di San Marzano di San Giuseppe, incarico già ricoperto dal 1992 al 2007.